# جوناثان كايسيدو
جوناثان كايسيدو (بالإسبانية: Jonathan Caicedo )‏ (و. 1993  م) هو راكب دراجة هوائية إكوادوري، ولد في مقاطعة كارتشي.

## سجل الفوز

### سباقات أو مراحل فاز بها
| التاريخ        | السباق                                                     | المركز                                          |
| -------------- | ---------------------------------------------------------- | ----------------------------------------------- |
| 13 أغسطس 2017  | فولتا كولومبيا 2017                                        | الرابع في التصنيف العام                         |
| 01 أكتوبر 2017 | 2017 Clásico RCN                                           | الرابع في التصنيف العام                         |
| 29 أبريل 2018  | فولتا أستورياس 2018                                        | الفائز في ترتيب النقاط، المركز الثاني           |
| 06 مايو 2018   | طواف كوميونيداد مدريد 2018                                 | المركز الثالث                                   |
| 28 مايو 2018   | 2018 Winston Salem Cycling Classic                         | السادس في التصنيف العام                         |
| 19 أغسطس 2018  | فولتا كولومبيا 2018                                        | الفائز في التصنيف العام                         |
| 28 يوليو 2019  | سباق أدرياتيكي يونيكا 2019                                 | العاشر في تصنيف الجبال، الرابع في التصنيف العام |
| 16 فبراير 2020 | طواف كولومبيا 2020                                         | المركز الثالث                                   |
| 11 فبراير 2023 | 2023 Ecuador National Road Cycling Championships - Men ITT | الفائز في التصنيف العام                         |
| 21 يناير 2024  | فولتا تاشيرا 2024                                          | الفائز في التصنيف العام                         |
| 11 فبراير 2024 | طواف كولومبيا 2024                                         | المركز الثالث                                   |
| 05 مايو 2024   | 2024 Vuelta Bantrab                                        | الفائز في التصنيف العام                         |

## روابط خارجية
- جوناثان كايسيدو على موقع الاتحاد الدولي للدراجات (الإنجليزية)
- جوناثان كايسيدو على موقع أرشيف الدراجات (الإنجليزية)
- جوناثان كايسيدو على موقع إحصائيات الدراجات الإحترافية (الإنجليزية)
- جوناثان كايسيدو على موقع CycleBase (الإنجليزية)